# Narita
Narita (jap. 成田市 Narita-shi) – miasto w Japonii, położone w prefekturze Chiba, odległe od Tokio o około 70 km. 
Miasto zajmuje powierzchnię 213,84 km². W 2020 r. mieszkało w nim 132 998 osób, w 59 985 gospodarstwach domowych  (w 2010 r. 128 944 osoby, w 52 908 gospodarstwach domowych).
W maju 1978 r. oddano do użytku Międzynarodowy Port Lotniczy Narita, położony w pobliżu miasta. Lotnisko obsługuje połączenia Tokio ze wszystkimi głównymi miastami świata.

## Historia
Obszar miasta był zamieszkany już w prehistorycznej epoce Mudoki (okres kultury przedceramicznej, trwający do ok. XII tysiąclecia p.n.e). Podczas budowy portu lotniczego Narita znalezione zostały kamienne narzędzia datowane na XXVIII wiek p.n.e.
Ufundowana w 940 roku świątynia japońskiej odmiany buddyzmu ezoterycznego Shingon, Narita-san Shinshō-ji przyczyniła się do dynamicznego rozwoju osady.

## Galeria

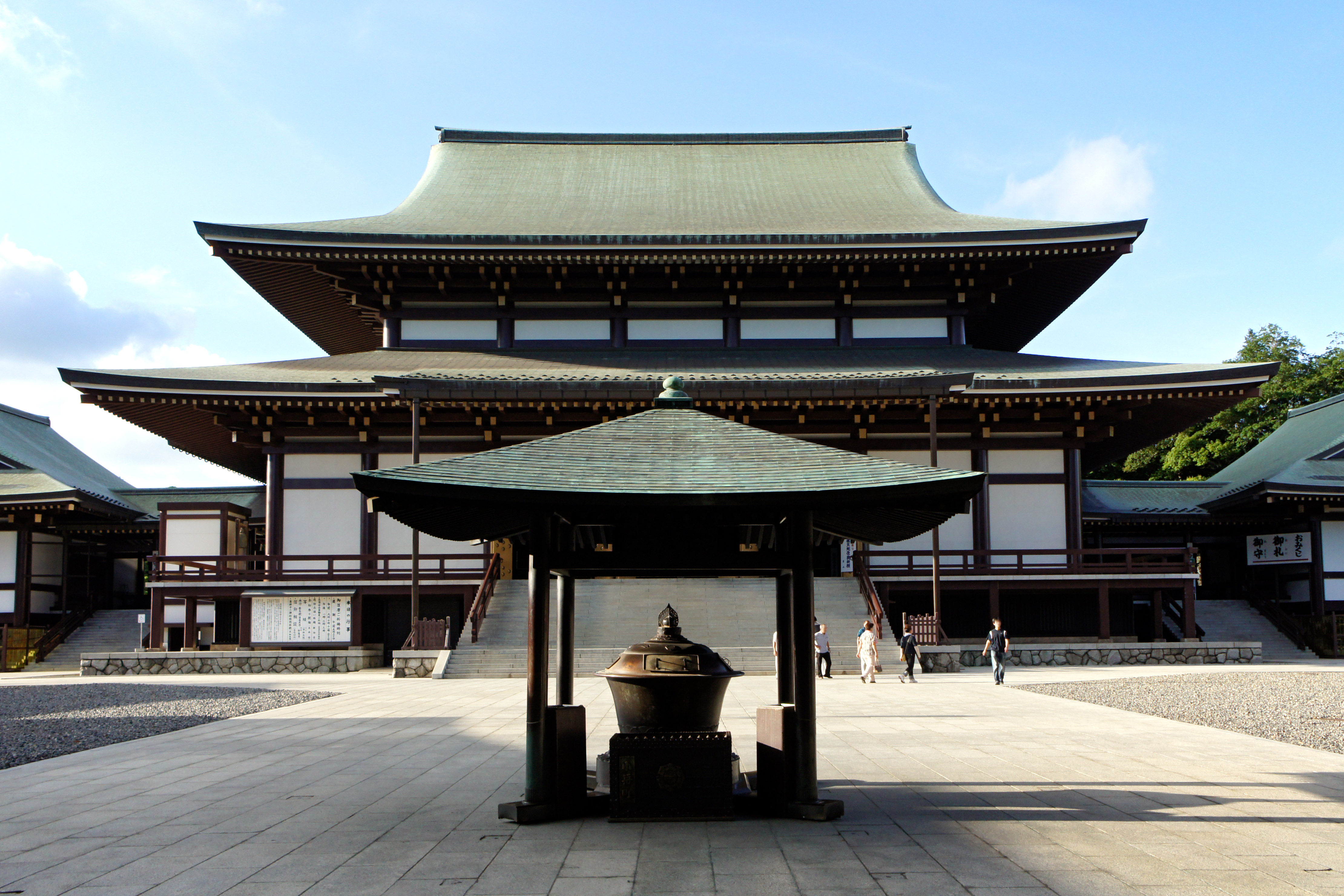
Świątynia Narita-san Shinshō-ji
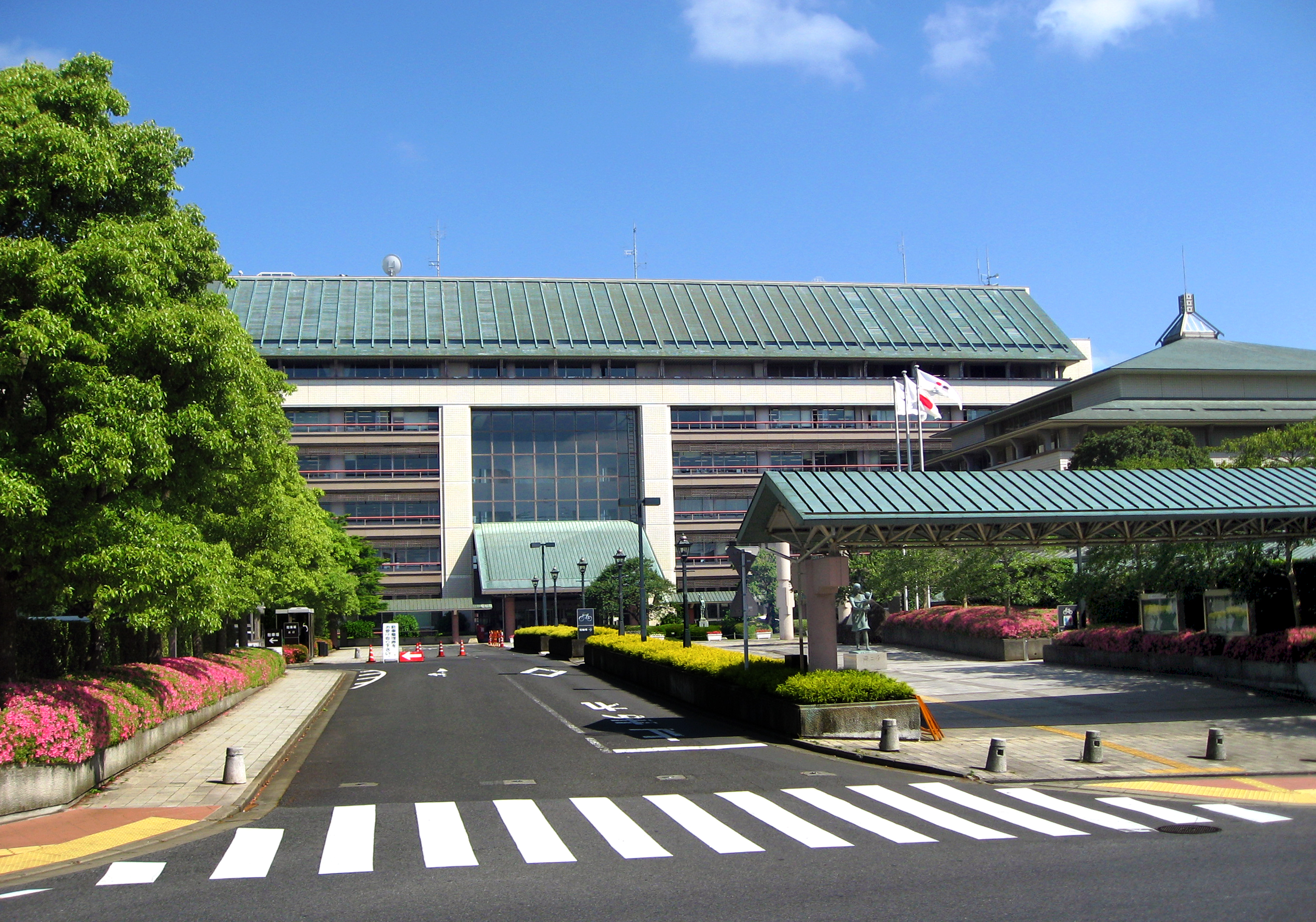
Siedziba władz miejskich
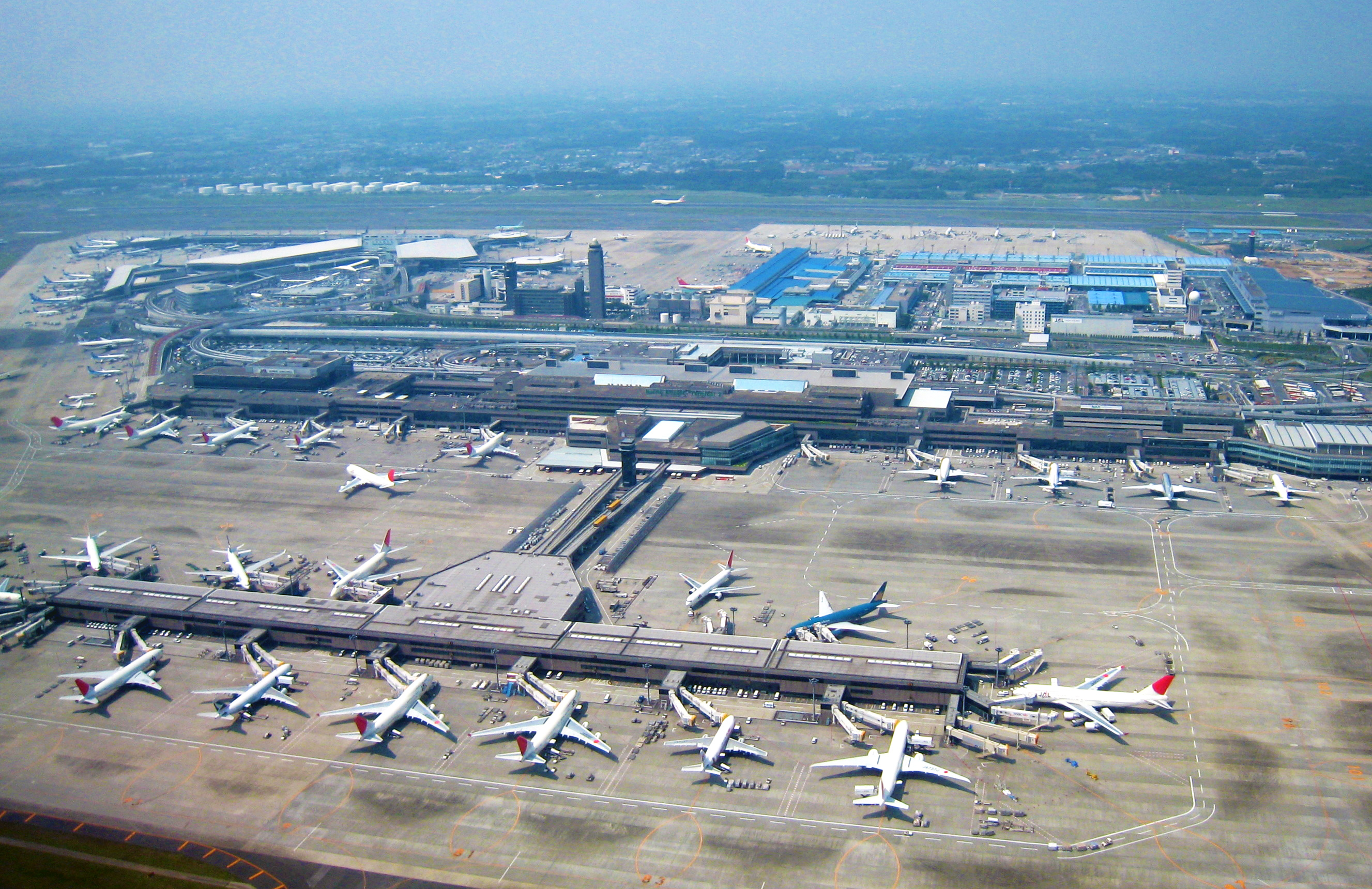
Lotnisko Narita